# 320. Infanterie-Division (Wehrmacht)
Die 320. Infanterie-Division war ein Großverband des Heeres der deutschen Wehrmacht im Zweiten Weltkrieg.

## Geschichte

### Aufstellung
Die 320. Infanterie-Division wurde am 2. Dezember 1940 im Wehrkreis X (Lübeck) als bodenständige Division der 13. Aufstellungswelle aus Truppenteilen der 58. Infanterie-Division vom Wehrkreis X und der 254. Infanterie-Division vom Wehrkreis VI (Münster) aufgestellt.

### Besatzungstruppe Frankreich
Zunächst war die Division in besetzten Frankreich stationiert. 

### Verlegung an die Ostfront
Als im Zuge der sowjetischen Angriffe am Don die deutschen Stellungen an vielen Stellen durchbrochen worden waren, wurde die Division an die Ostfront verlegt, nördlich von Kupjansk zur Verteidigung eingesetzt und von den sowjetischen Angriffsverbänden bei Stary Oskol nördlich von Charkow eingekesselt.

### Umgliederung
Nach Verstärkungen und Umgliederung zum 18. September 1943 stand die Division im Januar und Februar 1944 im Raum Kirowograd. Sie kämpfte auch anschließend in der Südukraine. Im März 1944 war eine Auffrischung der Division aus Teilen der Infanterie-Division Milowitz erfolgt.

### Vernichtung
Im August 1944 wurde die Division vernichtet.

### Auflösung
Am 9. Oktober 1944 wurde die 320. Infanterie-Division offiziell für aufgelöst erklärt.

## 320. Volksgrenadier-Division

### Aufstellung durch Umbenennung
Am 27. Oktober 1944 wurde im Wehrkreis II aus der für die 32. Welle in Aufstellung befindlichen 588. Infanterie-Division, welche kurze Zeit vorher aus der Schatten-Division Möckern gebildet worden war, die 320. Volksgrenadier-Division auf dem Truppenübungsplatz Groß Born neu aufgestellt. Dabei wurden auch Reste der alten Division herangezogen. 

### Verlegung an die Ostfront
Nach den Kämpfen um Krakau und in den Karpaten, wurde die Division aufgrund schwerer Verluste im März 1945 zurückgezogen und aufgefrischt. Dabei wurde noch im April 1945 das Grenadier-(Führernachwuchs-)Regiment 1243 aus Potsdam als Grenadier-Regiment 585 eingegliedert. 

### Kapitulation
Die Division kam im mährischen Deutsch-Brod in sowjetische Gefangenschaft.

## Gliederung
Die Division wurde zunächst als bodenständige Division aus Bataillonen der 58. und 254. Infanterie-Division zusammengesetzt und im Herbst 1942 zum Angriffsverband umgegliedert. Am 18. September 1943 fand eine weitere Umgliederung statt.
- Infanterie-Regiment 585 (I.–III. Btl. aus 58. Infanterie-Division)
- Infanterie-Regiment 586 (I.–III. Btl. aus 254. Infanterie-Division)
- Infanterie-Regiment 587 (I.–III. Btl. aus 58. und 254. Infanterie-Division)
- Artillerie-Regiment 320 (I.–III. Abt. aus 58. und 254. Infanterie-Division)
- Füsilier-Bataillon 320 (ab 1943)
- Divisions-Einheiten 320:
  - Pionier-Bataillon 320
  - Feldersatz-Bataillon 320
  - Panzerjäger-Abteilung 320
  - Aufklärungs-Abteilung 320
  - Divisions-Nachrichten-Abteilung 320
  - Divisions-Nachschubführer 320

Mit der Neuaufstellung Ende Oktober 1944 hatte die Division folgende Gliederung:
- Grenadier-Regiment 585
- Grenadier-Regiment 586
- Grenadier-Regiment 587
- Artillerie-Regiment 320
- Divisions-Einheiten 320

## Kommandeure
| Dienstzeit                             | Dienstgrad          | Name                 |
| -------------------------------------- | ------------------- | -------------------- |
| 15. Dezember 1940 bis 2. Dezember 1942 | Generalleutnant     | Karl Maderholz       |
| 2. Dezember 1942 bis 26. Mai 1943      | Generalleutnant     | Georg-Wilhelm Postel |
| 26. Mai bis 20. August 1943            | Generalleutnant     | Kurt Röpke           |
| 20. August 1943 bis 10. Juli 1944      | Generalleutnant     | Georg-Wilhelm Postel |
| 10. Juli bis 2. September 1944         | Generalmajor        | Otto Schell          |
| 1. November 1944 bis 11. Februar 1945  | Oberst/Generalmajor | Ludwig Kirschner     |
| 14.–19. Februar 1945                   | Oberst              | Rolf Scherenberg     |
| 19. Februar bis Mai 1945               | Oberst/Generalmajor | Emmanuel von Kiliani |

## Unterstellung und Einsatzräume
| Datum                  | Korps                                   | Armee                                   | Heeresgruppe                            | Einsatzraum                             |
| ---------------------- | --------------------------------------- | --------------------------------------- | --------------------------------------- | --------------------------------------- |
| Dezember 1940          |                                         |                                         | Ersatzheer                              | Lübeck                                  |
| Mai 1941               | XXXVII.                                 | 15. Armee                               | D                                       | Dünkirchen                              |
| Januar 1942            | LX.                                     | 15. Armee                               | D                                       | Dünkirchen                              |
| Juni 1942              | LXXXIV.                                 | 7. Armee                                | D                                       | Kanal im Raum Cotentin                  |
| Januar 1943            | Reserve                                 |                                         | D                                       | Verlegung                               |
| Februar 1943           | XXIV.                                   | Armee-Abteilung Lanz                    | B                                       | Isjum                                   |
| März 1943              | Raus                                    | Kempf                                   | Süd                                     | Charkow                                 |
| Juni 1943 (Kgr.)       | XI.                                     | Kempf                                   | Süd                                     | Belgorod                                |
| September 1943         | XI.                                     | 8. Armee                                | Süd                                     | Charkow                                 |
| Oktober 1943           | XXXXVII.                                | 8. Armee                                | Süd                                     | Charkow                                 |
| Oktober 1943           | XXXXVII.                                | 8. Armee                                | Süd                                     | Krementschuk                            |
| Januar 1944            | XXXXVII.                                | 8. Armee                                | Süd                                     | Kirowograd                              |
| April 1944             | LII.                                    | 6. Armee                                | Südukraine                              | Bug                                     |
| Mai 1944 (Kgr.)        | XXXX.                                   | 6. Armee                                | Südukraine                              | Dnjestr                                 |
| Juni/Juli 1944         | LII.                                    | 6. Armee                                | Südukraine                              | Kischinew                               |
| August 1944            | „Verbleib unbekannt“                    | „Verbleib unbekannt“                    | „Verbleib unbekannt“                    | „Verbleib unbekannt“                    |
| November/Dezember 1944 | Neuaufstellung in Groß-Born (Schlesien) | Neuaufstellung in Groß-Born (Schlesien) | Neuaufstellung in Groß-Born (Schlesien) | Neuaufstellung in Groß-Born (Schlesien) |
| Januar 1945            | XI. SS                                  | 17. Armee                               | A                                       | Krakau                                  |
| Februar 1945           | XXXXIX.                                 | 1. Panzerarmee                          | Mitte                                   | Karpathen                               |
| April 1945             | XXXXIX.                                 | 1. Panzerarmee                          | Mitte                                   | Oberschlesien                           |
| Mai 1945               | Reserve                                 | 1. Panzerarmee                          | Mitte                                   | Mähren                                  |